# Wolfgang Nickel (Glaskünstler)

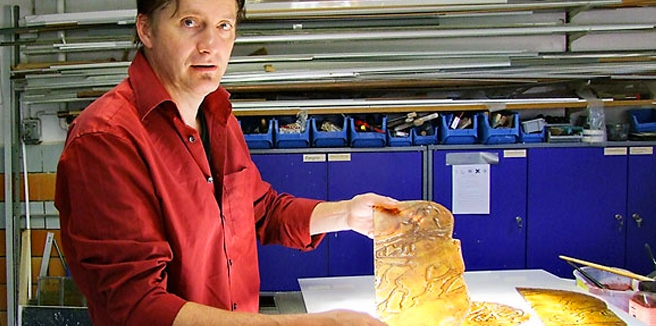
Wolfgang Nickel in seiner Werkstatt

Wolfgang Nickel (* 11. November 1960 in Schmalkalden) ist ein deutscher Glaskünstler, Maler und Grafiker.

## Leben
Nickel studierte an der Hochschule für Kunst und Design Burg Giebichenstein Halle im Fachbereich Malerei/Grafik. 1987 schloss er mit einem Diplom ab. Der Glaskünstler lebt und arbeitet in Georgenzell in Thüringen. Er ist Mitglied im Bundesverband Bildender Künstlerinnen und Künstler sowie im Verband Bildender Künstler Thüringen.

## Werk
Seit 1992 gestaltete Wolfgang Nickel Glasfenster für über 35 Kirchen, Krankenhäuser und andere öffentliche Einrichtungen. Er fertigt Kircheninventar wie Altare, Tabernakel, Ambo, Stühle oder Leuchter. Außerdem gestaltet er Glasbilder und Glasobjekte.
Zu Nickels Aktivitäten gehören die baubezogene Kunst, Bleiverglasung, Sandstrahlung und Glasätzung.

### Kirchen
- 2015: St. Mariä Aufnahme in den Himmel (Bad Langensalza)
- 2014: Evangelisch-Lutherische Kirchgemeinde Jena
- 2013: Hospizkapelle Schmalkalden
- 2013: Nikolaikirche Eisenach
- 2012: Dom zum Heiligen Kreuz Nordhausen
- 2012: Hospizkapelle Schmalkalden
- 2012: Nikolaikirche Eisenach
- 2011: St. Trinitatis Unterellen[1], Michaeliskirche Erfurt, Dreifaltigkeitskapelle[2], Bibliothek Steinbach-Hallenberg
- 2010: Hospizkapelle Schmalkalden, Kulturhaus Roßdorf
- 2009: Katharinenkirche Neipperg/Stuttgart[3]; Propstei Zella Biosphärenreservat Rhön
- 2008: Severikirche Erfurt, Marienkapelle[4]; St. Marien Bad Langensalza; Friedhofskapelle Bad Salzungen; Kirche Rosa[5]; Ev.-Luth. Kirche St. Oswald Schnett
- 2007: Christuskirche Rosa
- 2006: Michaeliskirche Erfurt;
- 2005: St. Bonifatius (Schlotheim)
- 2004: Kath. Kirche Obermaßfeld; Eichhof Winterstein; Michaeliskirche Erfurt
- 2003: Kath. Kirche Waltershausen; Heimathaus Kleinenberg; Kliniken des Wetteraukreises Frankfurt/Friedberg
- 2002: Eichhof Winterstein; Heimathaus Kleinenberg; Elisabethkirche Eisenach; Kath. Kirche Obermaßfeld; Bergkloster Heiligenstadt; Michaeliskirche Erfurt; Kliniken des Wetteraukreises Frankfurt/Friedberg
- 1997: Evang. Kirche Schwallungen
- 1996: St. Laurentiuskirche Eckardts; Evang. Kirche Schmalkalden-Weidebrunn
- 1995: Evang. Kirche Asbach

### Krankenhäuser
- 2006: Kreiskrankenhaus Greiz
- 2003: Kliniken des Wetteraukreises Frankfurt/Friedberg
- 2000: Kreiskrankenhaus Ilmenau
- 2000: Kreiskrankenhaus Nordhausen

### Firmen
- 2014 Schott AG Mainz
- 2001 SAT Waltershausen
- 1997 TEAG Erfurt
- 1997 Volksbank Suhl
- 1997 Sparkasse Meiningen

### Privathäuser
Arbeiten Nickels in Privathäusern befinden sich in München, Frankfurt und Kiel sowie in den Vereinigten Staaten von Amerika (Boulder und Los Angeles).

## Ausstellungen

### Glaskunst-Garten
2022 eröffnete Nickel in Georgenzell einen Glaskunst-Garten.

### Einzelausstellungen
- 2020: Meiningen, Literaturmuseum Baumbachhaus: Märchen aus Glas
- 2017: Meiningen, Galerie Ada, Visionen in Glas
- 2016–17: Kathedrale Notre-Dame in Chartres bei Paris
- 2016: Schmalkalden, Schloss Wilhelmsburg, Lustgärten[7]
- 2016: Schmalkalden, Schloss Wilhelmsburg, Kostbarkeiten aus Glas[8]
- 2015: Saalfeld, Praxis Dr. Barthels, Poesie in Glas[9]
- 2011: Meiningen, Literaturmuseum Baumbachhaus[10]
- 2010: Suhl, CCS-Galerie; Saalfeld
- 2006: Meiningen, Sparkasse Traumfänger
- 2005: Eisenach, Galerie W
- 2004: Erfurt, Michaeliskirche Rilke Projekt; Bad Salzungen, Haunscher Hof, Rilke Projekt
- 2003: Zella-Mehlis, Bürgerhaus; Emsdetten, Praxis Dr. Westermann
- 2001: Erfurt, Michaeliskirche Buchillustrationen
- 1999: Sopron, Galerie Horvath u. Lukacs
- 1997: Eisenach, Galerie W; Schmalkalden, Fachhochschule; Arlesheim, Schweiz
- 1996: Meiningen, Hotel Sächsischer Hof; Schmalkalden, Milano; Erfurt, TEAG
- 1995: Basel, Austauschatelier; Szentendre, Gemäldegalerie; Emsdetten, Praxis Dr. Westermann; Eisenach, Wartburg
- 1994: Erfurt, Landesbank Hessen-Thüringen; Schmalkalden, Schloss Wilhelmsburg; Frankfurt am Main, Lufthansa air-plus
- 1993: Zella-Mehlis, Bürgerhaus; Schmalkalden, Ausstellung im Klostergarten
- 1992: Roßdorf (bei Darmstadt), Museum; Fulda, Hypobank; Bad Salzungen, Galerie
- 1991: Ballenstedt, Galerie im Kunstkabinett; Recklinghausen, Kenkmannshof
- 1990: Ilmenau, Technische Hochschule; Suhl, Galerie im Steinweg; Bremen, Öffentliche Versicherungen; Fürth, Galeriecafe an der Freiheit; Ilmenau, Kleine Galerie
- 1988: Meiningen, Staatliche Museen, Schloss Elisabethenburg;  Schmalkalden, Schloss Wilhelmsburg

### Gemeinschaftsausstellungen
- 2012: documenta, Kassel
- 2011: Schmalkalden, FBF-Galerie KunstStoffe in Ambivalenz
- 2011: Budapest, Magyar Alkotomüveszek Hasa
- 2009: Buchmesse Mainz; Buchmesse Leipzig
- 2008: Schmalkalden, FBF-Stiftung für Wissenschaft und Kunst, MWS Energie-Mensch-Natur; Buchmesse Leipzig; Erfurt, Thüringenhalle artthuer
- 2006: Erfurt, Thüringenhalle artthuer
- 2005: Szentendre, Patak Csoport Decimus
- 2004: Erfurt, Thüringenhalle artthuer
- 2003: Holzwickede, Haus Ophericke Licht erleben
- 2000: Leipzig, Coburg, 25.Leipziger Grafikbörse; Szentendre, Kunstmühle; Kassel, Kulturbahnhof; Erfurt, Thüringenhalle artthuer
- 1999: Schmalkalden, Schloss Wilhelmsburg; Schmalkalden, Landratsamt; Kleinsassen  Internationale Biennale Neues Aquarell; Iszkaszentgyörgy, Pappenheim-Schloss
- 1998: Zella-Mehlis, internationales Symposium Ortswechsel; Wanderausstellung Balancen; ERFURT, Angermuseum; Mühlhausen; Meiningen, Galerie ADA; Bad Salzungen, Landratsamt; ERFURT, Thüringenhalle artthuer
- 1996: Apolda, Sommergalerie; Zella-Mehlis, internationales Symposium Mythen III
- 1995: Basel, Stipendium der Merianstiftung; Zella-Mehlis, internationales Symposium Mythen II; Meiningen, Schloss Elisabethenburg Spielräume; Bad Wildungen, Kurmuseum; Potsdam, Sanssouci, Grafikausstellung; Meiningen, Galerie ADA Jahresausstellung der Meininger Kunstinitiative
- 1994: Potsdam, Sanssouci, Grafikausstellung der Staatlichen Schlösser und Gärten; Zella-Mehlis, internationales Symposium Mythen I
- 1993: Kleinsassen, Kunststation; Sonneberg, Spielzeugmuseum; Berlin. Arbeitsstipendium der Stiftung Kulturfonds
- 1992: Potsdam, Sanssouci, Grafikausstellung der Staatlichen Schlösser und Gärten; Rudolstadt, Projekt Musik visuell; Berlin, Arbeitsstipendium der Stiftung Kulturfonds; Erfurt, Kunstauktion, Sotheby’s
- 1991: Lauterbach, Museum, Thür. Einblicke
- 1990: Meiningen, Neuerwerbungen der Staatlichen Museen; Berlin u. a., Art Union GmbH 100 ausgewählte Grafiken; Potsdam, Sanssouci, Grafikausstellung der Staatlichen Schlösser und Gärten; Hofgeismar, Kunstwettbewerb; Thüringer Wald – Reinhardswald; Recklinghausen, Kenkmannshof; Kiel, Galerie am Eichhof; Berlin, Wettbewerb, Hommage à Lissitzky
- 1989: Suhl, Kulturbund, Grafikmappe zu Lyrik von Gegenwartsautoren; Meiningen, Büro für architekturbezogene Kunst, Grafikserie zu Thomas Müntzer; Leipzig, Galerie am Sachsenplatz, Homage à Hermann Glöckner I und III, Beteiligung an der Mappenedition; Potsdam, Sanssouci, Grafikausstellung der Staatlichen Schlösser und Gärten; Meiningen, Staatliche Museen Das Tier in der Kunst; Suhl, Bezirkskunstausstellung
- 1988: Berlin u. a., 100 ausgewählte Grafiken der DDR, Förderpreis des Staatlichen Kunsthandels; SUHL, Kunstkabinett, VBK-Kandidaten; Berlin, Moskau, Diplomandenausstellung
- 1987: Kaltennordheim, internat. Pleinair